# Oculocincta
Oculocincta is een overbodig geworden geslacht binnen de familie brilvogels en telde 1 soort.
- Heleia squamifrons synoniem: Oculocincta squamifrons  – dwergbergbrilvogel

Apalopteron · Chlorocharis · Cleptornis · Heleia · Lophozosterops · Madanga · Megazosterops · Oculocincta · Rukia · Tephrozosterops · Woodfordia · Zosterops · Zosterornis